# Tir à la corde aux Jeux mondiaux de 2013
Navigation
Kaohsiung 2009 Wrocław 2017
Les épreuves de tir à la corde des Jeux mondiaux de 2013 ont lieu du 26 juillet au 28 juillet 2013 à Cali.

## Podiums
| Épreuves       | Or | Argent | Bronze |
| -------------- | --- | --- | --- |
| Femmes (540kg) | Taipei chinois- Tanapima Amoszu - Min Ling Cho - Wen Lin Lee - Ju Chun Li - Fang Ling Lin - Chao Yu Shih - Yu Chieh Teng - Jo Tsun Wang - Jou Chen Yeh                 | Pays-Bas- Grietje Annema - Geri Boogaard - Simona de Vries - Aaltje Nieuwland - Carolina van der Helm - Irene van der Helm - Johanna van der Meijden - Jolanda Vergeer | Afrique du Sud- Kim Carstens - Jacoba Phillips - Yolandi Rabe - Ane Ras - Claudia Rix - Leonell Steyn - Beatrice Terblanche - Catharine Terblanche                                     |
| Hommes (640kg) | Suisse- Vinzenz Martin Arnold - Peter Erni - Beat Joller - Erich Joller - Fabian Florian Langenstein - Christoph Rolli - Philipp Rolli - Beat Vonmoos - Ulrich Vonmoos | Royaume-Uni- David Callcutt - Ian Daniels - David Field - David Gill - David Hammersley - Edward Holland - James Murphy - Steven Prime - Adrian Webb                   | Allemagne - Philipp Berl - Heinrich Biegert - Markus Boehler - Christian Diesslin - Daniel Fien - Stefan Heimann - Thomas Rother - Dirk Wagner                                         |
| Hommes (700kg) | Pays-Bas- Johannes Bartels - Gerrit Bijenhof - Robin Boerstoel - Wim Eggenkamp - Gerolph Hoff - Gerben Jansen - Gerbert Schutte - Gerrit Uilenreef - Vincent Wagenmans | Suisse- Vinzenz Martin Arnold - Peter Erni - Beat Joller - Erich Joller - Fabian Florian Langenstein - Christoph Rolli - Philipp Rolli - Ulrich Vonmoos                | Suède - Roger Andersson - Magnus Bengtsson - Daniel Enarsson - Torbjorn Haraldsson - Jim Johansson - Daniel Laven Fredriksson - Adrian Reinholdsson - Bjorn Tronblom - Henrik Tronblom |

## Tableau des médailles
- Pays organisateur

| Rang  | Nation         | Or | Argent | Bronze | Total |
| ----- | -------------- | -- | ------ | ------ | ----- |
| 1     | Pays-Bas       | 1  | 1      | 0      | 2     |
| 1     | Suisse         | 1  | 1      | 0      | 2     |
| 3     | Taipei chinois | 1  | 0      | 0      | 1     |
| 4     | Royaume-Uni    | 0  | 1      | 0      | 1     |
| 5     | Allemagne      | 0  | 0      | 1      | 1     |
| 5     | Suède          | 0  | 0      | 1      | 1     |
| 5     | Afrique du Sud | 0  | 0      | 1      | 1     |
| Total | Total          | 3  | 3      | 3      | 9     |